# Midland League (1889-1960)
Midland League eller Midland Counties League var en regional fodboldliga i England. Ligaen blev grundlagt i 1889 og var dermed den næstældste fodboldliga i verden, kun overgået af The Football League, som er ét år ældre. Ligaen blev nedlagt i 1960, da 11 af ligaens 17 hold valgte at forlade den til fordel for andre ligaer.
Ligaen bestod af én division, hvor antallet af hold varierede mellem 11 og 26.

## Historie
Tekst mangler, hjælp os med at skrive teksten

## Mestre
| Midland League 1889–1910 |                           |
| Sæson                    | Mestre                    |
| 1889–90                  | Lincoln City              |
| 1890–91                  | Gainsborough Trinity      |
| 1891–92                  | Rotherham Town            |
| 1892–93                  | Rotherham Town            |
| 1893–94                  | Burton Wanderers          |
| 1894–95                  | Loughborough Town         |
| 1895–96                  | Kettering                 |
| 1896–97                  | Doncaster Rovers          |
| 1897–98                  | Mexborough                |
| 1898–99                  | Doncaster Rovers          |
| 1899–1900                | Kettering                 |
| 1900–01                  | Sheffield United Reserves |
| 1901–02                  | Barnsley Reserves         |
| 1902–03                  | The Wednesday Reserves    |
| 1903–04                  | Sheffield United Reserves |
| 1904–05                  | Sheffield United Reserves |
| 1905–06                  | The Wednesday Reserves    |
| 1906–07                  | Sheffield United Reserves |
| 1907–08                  | The Wednesday Reserves    |
| 1908–09                  | Lincoln City              |
| 1909–10                  | Chesterfield Municipal    |

| Midland League 1910–1934    |                               |
| Sæson                       | Mestre                        |
| 1910–11                     | Grimsby Town                  |
| 1911–12                     | Rotherham County              |
| 1912–13                     | Rotherham County              |
| 1913–14                     | Rotherham County              |
| 1914–15                     | Rotherham County              |
| Ingen turneringer i 1915–19 |                               |
| 1919–20                     | Chesterfield Municipal        |
| 1920–21                     | Lincoln City                  |
| 1921–22                     | Worksop Town                  |
| 1922–23                     | The Wednesday Reserves        |
| 1923–24                     | Mansfield Town                |
| 1924–25                     | Mansfield Town                |
| 1925–26                     | Mexborough                    |
| 1926–27                     | Scunthorpe & Lindsey          |
| 1927–28                     | Gainsborough Trinity          |
| 1928–29                     | Mansfield Town                |
| 1929–30                     | Scarborough                   |
| 1930–31                     | Grimsby Town Reserves         |
| 1931–32                     | Bradford Park Avenue Reserves |
| 1932–33                     | Grimsby Town Reserves         |
| 1933–34                     | Grimsby Town Reserves         |

| Midland League 1934–1960    |                            |
| Sæson                       | Mestre                     |
| 1934–35                     | Barnsley Reserves          |
| 1935–36                     | Barnsley Reserves          |
| 1936–37                     | Barnsley Reserves          |
| 1937–38                     | Shrewsbury Town            |
| 1938–39                     | Scunthorpe & Lindsey       |
| Ingen turneringer i 1940–45 |                            |
| 1945–46                     | Shrewsbury Town            |
| 1946–47                     | Grimsby Town Reserves      |
| 1947–48                     | Shrewsbury Town            |
| 1948–49                     | Gainsborough Trinity       |
| 1949–50                     | Nottingham Forest Reserves |
| 1950–51                     | Nottingham Forest Reserves |
| 1951–52                     | Nottingham Forest Reserves |
| 1952–53                     | Nottingham Forest Reserves |
| 1953–54                     | Nottingham Forest Reserves |
| 1954–55                     | Notts County Reserves      |
| 1955–56                     | Peterborough United        |
| 1956–57                     | Peterborough United        |
| 1957–58                     | Peterborough United        |
| 1958–59                     | Peterborough United        |
| 1959–60                     | Peterborough United        |